# ارخود
ارخود، روستایی از توابع شهرستان باخرز در استان خراسان رضوی ایران است.
این روستا در دوازده کیلومتری شهرستان باخرز و در همسایگی روستاهای ارزنه و کردیان قرار دارد
در ۱۲کیلومتری شهرستان باخرز، روستایی با قدمت. بیش از چهار صد ساله و با آب و هوایی کوهستانی و خشک قرار دارد. نام این روستا "ارخود ( به معنی ارگ دفاعی)" می باشد. 
فرهنگ اصیل مردمان این دیار نشان از اصالت ایرانی و ایرانیان می دهد
. مناطق بکر و دیدنی روستا شامل تنگل درختجوز، باغات فیض آباد یکی از جاذبه های گردشگری منطقه باخرز  به شمار می آید؛  

## قنات فیض اباد ارخود
قنات فیض اباد در روستای ارخود از توابع باخرز، در استان خراسان رضوی قرار دارد. طول این قنات ۵۰۰۰ متر است، تعداد ۲۱۰ میله چاه دارد و عمق مادر چاه این قنات ۵۰ متر می‌باشد. دبی این قنات ۲۰ لیتر بر ثانیه است؛ که هرساله به نسبت باران سالانه تغییر می‌کند. تعداد مالکان این قنات تقریباً ۱۰۰ نفر به بالا می‌باشد و اراضی تحت کشت این قنات ۷۰ هکتار می‌باشد.